# Revolución rusa de 1905
La Revolución rusa de 1905 (en ruso: Революция 1905 года, romanizado: Revolyutsiya 1905 goda) fue una ola de agitación política de masas a lo largo de grandes zonas del Imperio ruso ocurrida durante el año 1905. Algunos de los altercados estaban dirigidos contra el gobierno, otros simplemente carecían de objeto más allá de reclamos muy puntuales de la clase obrera o del campesinado. Se dieron casos de terrorismo, huelgas de trabajadores, disturbios campesinos y motines militares, teniendo todos en común una insatisfacción popular generalizada hacia el régimen del zar Nicolás II de Rusia. La revolución condujo al establecimiento de una monarquía constitucional limitada y a la Duma Imperial.

## Antecedentes
La emancipación fue solo una parte de un conjunto de cambios políticos, legales, sociales y económicos que comenzaron en la década de 1860 mientras el imperio se desplazaba lentamente desde el absolutismo feudal hacia el capitalismo, bajo el régimen de la autocracia zarista. Mientras estas reformas habían liberalizado las estructuras económicas, sociales y culturales, el sistema político permaneció prácticamente inalterado. Diversos intentos de reforma fueron duramente rechazados por la monarquía y la burocracia. Incluso los cambios consensuados tuvieron un alcance relativo; por ejemplo, menos de cuarenta provincias tenían zemstva (consejos rurales), cincuenta años después de su introducción legislativa. Las expectativas, contrarrestadas por el limitado progreso reformador, produjeron frustración que, llegado el momento, desembocó en rebeliones. La sensación entre aquellos que se rebelaron fue que la demanda de «tierra y libertad» solo podía satisfacerse mediante la revolución.
Los revolucionarios en activo provenían casi exclusivamente de la intelligentsia. El movimiento se llamó naródnichestvo, o populismo revolucionario. No era un grupo unificado, sino más bien un vasto espectro de células radicales escondidas, cada una con su propio ideario. Las raíces ideológicas de los revolucionarios se originaron en el trabajo, anterior a la reforma emancipadora, del noble Aleksandr Herzen y su síntesis del socialismo europeo y el colectivismo campesino eslavo. Herzen sostenía que la sociedad rusa todavía era preindustrial, y abanderaba una imagen idealizada que consideraba la narod y la obshchina (comuna campesina) como la base del cambio revolucionario. Al tiempo que el país carecía de un proletariado industrial.

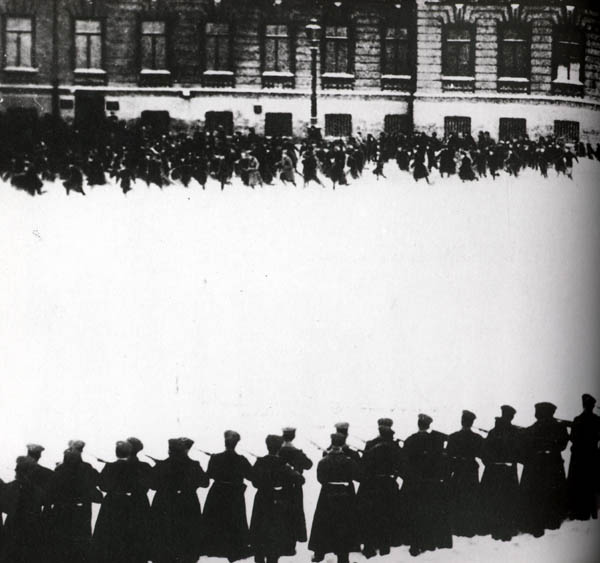
Fotograma de la película Devyátoie yanvaryá (1925) de Viacheslav Viskovski que muestra la línea de soldados en el Palacio de Invierno frente a manifestantes.

Otros pensadores expusieron que el campesinado ruso era una fuerza extremadamente conservadora, leal al hogar, pueblo o comunidad, y a nadie más. Estos pensadores sostenían que a los campesinos solo les importaba su tierra y se opondrían profundamente a la democracia y el liberalismo occidental. Posteriores ideólogos rusos también se vieron atraídos a la idea de una élite revolucionaria, concepto que se pondría en práctica en 1917.
El 1 de marzo (jul.) de 1881, Alejandro II murió en un atentado con bomba perpetrado por Naródnaya Volia, una escisión del segundo partido Zemlyá i volia (Tierra y Libertad). Fue sucedido por Alejandro III, un ferviente conservador, marcadamente influido por Konstantín Pobedonóstsev, un devoto del gobierno autocrático.
Bajo Alejandro III, el servicio policial secreto (Ojrana) actuó muy eficientemente para suprimir tanto los movimientos revolucionarios como los protodemocráticos por todo el país. La Ojrana dispersó la intelligentsia mediante encarcelaciones y exilio. Se tomaron medidas legislativas contra «no rusos» y seguidores de otras religiones que no fueran la ortodoxa. La comunidad judía estuvo particularmente en el punto de mira. Los intelectuales, los «no rusos» y los judíos emigraron para evitar la persecución. Fue este éxodo a Europa Occidental el que puso a los pensadores rusos en contacto con el marxismo. El primer grupo marxista ruso se formaría en 1883, aunque no alcanzaría un tamaño relevante hasta 1898.
En fuerte contraste con el estancamiento social de las décadas de 1880 y 1890, se dieron grandes saltos en el proceso industrializador. Este crecimiento continuaría y se intensificaría en la última década del siglo XIX con la construcción del ferrocarril Transiberiano y las reformas emprendidas por el «sistema Witte». Serguéi Witte, que fue ministro de Finanzas en 1892, hubo de enfrentarse a un constante déficit presupuestario. Pretendió incrementar los ingresos del Estado impulsando la economía y atrayendo a inversores extranjeros. En 1897 fijó el rublo al patrón oro. El crecimiento económico se concentraría en unas pocas regiones, que incluían a Moscú, San Petersburgo, Ucrania y Bakú. Alrededor de la mitad de todo el capital invertido era extranjero; asimismo, los expertos y emprendedores venidos de fuera resultaron vitales.
En 1905, los grupos revolucionarios se habían recuperado de la opresiva década de 1880. El Partido Obrero Socialdemócrata de Rusia (POSDR), de tendencia marxista se creó en 1898 y acabó dividiéndose en 1903, dando lugar a los mencheviques y los bolcheviques. Lenin publicó su obra ¿Qué hacer? en 1902. El Partido Social-Revolucionario (SR) se fundó en Járkov en 1900, y su «Organización de Combate» (Boyeváya Organizátsiya) asesinó muchas figuras políticas importantes hasta 1905 e incluso después; entre éstas se encuentran dos ministros del Interior, Dmitri Serguéyevich Sipiaguin en 1902 y su sucesor, el tan odiado Viacheslav von Pleve, en 1904. Estos asesinatos condujeron al gobierno a transferir aún más poderes a la policía.
La guerra contra Japón, en un principio popular, estaba ahora contribuyendo al descontento general por la sucesión de las derrotas y la falta de objetivos claros. La evidente desigualdad de la emancipación estaba siendo revisada, al tiempo que los campesinos protestaban quemando granjas en todo el país. 
El crecimiento económico de la década de 1890 dio paso a una depresión durante la que los obreros protestaban por sus pésimas condiciones. En 1903, un tercio del ejército ruso en la parte occidental del país tenía asignadas tareas de «acción represora».

## Desarrollo de la revolución

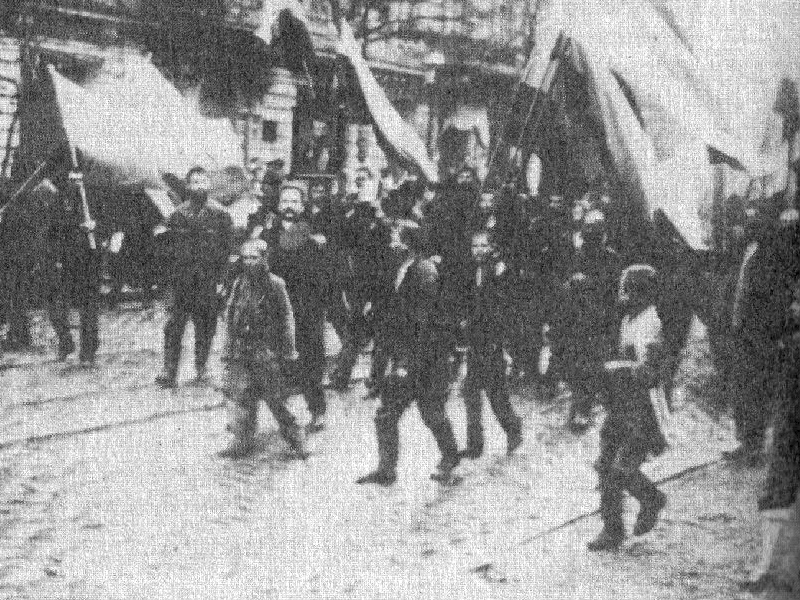
Manifestantes dirigiéndose hacia el Palacio de Invierno.

El 9 de enerojul./ 22 de enero de 1905greg., día conocido como «Domingo Sangriento», hubo una marcha pacífica de protesta de obreros en San Petersburgo. El objetivo de la marcha era entregar al zar una petición de mejoras laborales, y la formaban familias trabajadoras enteras. Iba encabezada por un sacerdote, el clérigo Gueorgui Gapón y no respondía a ninguna consigna política: era fundamentalmente obrera y campesina, al punto que numerosos obreros avanzaban llevando iconos religiosos y cruces, sin armas. 
La manifestación fue salvajemente aplastada por soldados de infantería y tropas cosacas, apostados enfrente del Palacio de Invierno, que dispararon sucesivas descargas de fusilería contra la multitud desarmada y luego persiguieron por calles y avenidas a los supervivientes, disparando durante horas, cobrándose un número de víctimas que aún hoy se discute; los periódicos del momento hablaron de al menos 2000 muertos, entre hombres, mujeres, y niños, más un número impreciso de heridos. El zar Nicolás II, mientras tanto, no se encontraba en la ciudad; la había abandonado temiendo por su seguridad. Cuando se difundieron las noticias de la sangrienta represión política en la capital, se generó una oleada de protestas en toda Rusia: el divorcio entre el zar y la masa de campesinos y obreros abocaba a Rusia a lo peor.
La represión del Domingo Sangriento hizo posible que muchos elementos de la sociedad rusa emprendieran una protesta activa. Cada grupo tenía sus propios objetivos, e incluso dentro de clases similares no existía un liderazgo predominante. Los principales colectivos movilizados fueron los campesinos (razones económicas), los obreros (razones económicas y antiindustrialismo), los intelectuales y liberales (en lo concerniente a los derechos civiles), las fuerzas armadas (razones económicas) y grupos étnicos minoritarios (libertad cultural y política).
La situación económica de los campesinos era insostenible, sin embargo carecían de una dirección unificada, y sostenían un abanico de objetivos tan numeroso como las facciones existentes. Los levantamientos se multiplicaron durante todo el año, alcanzando máximos a principios de verano y en otoño, y culminando en noviembre. Los arrendatarios agrícolas reivindicaban menores tasas, los asalariados urbanos pedían mayores sueldos, y los pequeños propietarios reclamaban mayores terrenos. Las actividades incluían la ocupación de tierras de la aristocracia —acompañada a veces de violencia e incendios de fincas—, el saqueo de latifundios y la caza y tala ilegales en los bosques. La magnitud del odio desencadenado tenía relación directa con la condición de los campesinos; así, en las regiones de Livonia y Curlandia, los campesinos sin tierra atacaron e incendiaron en abundancia, mientras que en Grodno, Kovno y Minsk, donde la situación era menos desesperada, hubo menos daños.
Tras los sucesos de 1905, las insurrecciones campesinas se repitieron en 1906 y durarían hasta 1908. Las concesiones por parte del gobierno fueron vistas como un apoyo tácito de la redistribución de la tierra, por lo que se produjeron nuevos ataques para forzar a los terratenientes y propietarios «no campesinos» a que huyeran. Creyendo que una reforma agraria era inminente, los campesinos quisieron aplicarla anticipadamente pero fueron firmemente reprimidos.
El medio de resistencia de los obreros era la huelga. Se produjeron huelgas masivas en San Petersburgo inmediatamente después del Domingo Sangriento. Más de 400 000 trabajadores se habían unido a una huelga general en la capital rusa a finales de enero de 1905. Esta actividad se propagó rápidamente a otros centros industriales en Polonia, Finlandia y la costa báltica. El 13 de enero (jul.), en Riga, murieron setenta manifestantes en una batalla campal con la policía imperial y, unos cuantos días después, en las calles de Varsovia, cien huelguistas fueron disparados por tropas imperiales. En febrero hubo huelgas en la cuenca minera del Cáucaso y en abril en las fincas y minas de los montes Urales y más allá de la cordillera. 

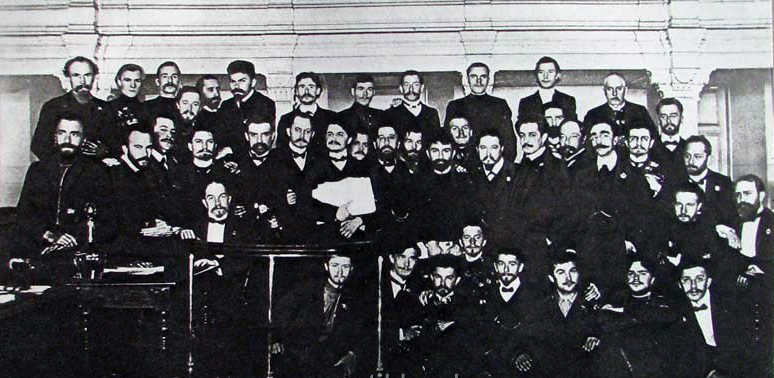
Sóviet de delegados obreros de San Petersburgo. En el centro está León Trotski con papeles en la mano. 1905.

En marzo, todas las universidades fueron obligadas a cerrar hasta fin de año en tanto docentes y alumnos eran «animadores» de las huelgas y protestas, haciendo que se unieran estudiantes radicales a los trabajadores en huelga. En octubre, el efímero Sóviet de San Petersburgo, un organismo democrático de masas que servía de interlocución con el zarismo y del cual fue votado León Trotski como representante, organizó la huelga de doscientas fábricas, la «Gran Huelga de Octubre», paralizando la capital rusa por días, durante los cuales no circularon tranvías, ni operaron telégrafos ni teléfonos. De la capital esta huelga se propagaría rápidamente a Moscú, y para el 13 de octubre (jul.) estalló una huelga general de los ferrocarriles: no habría ningún tren en activo en todo el Imperio ruso.
Con la sangrienta y fracasada guerra ruso-japonesa hubo cierta inquietud entre las unidades de reserva del Ejército desde 1904, y se hizo más difícil para el gobierno contar con la lealtad de los reclutas. En febrero de 1905, el Ejército ruso fue derrotado en Mukden, perdiendo alrededor de 90 000 hombres entre muertos, heridos y prisioneros. En mayo capituló la guarnición de Port Arthur tras meses de asedio y la «Flota del Báltico» sufrió pérdidas irreparables en la batalla de Tsushima, donde fue derrotada por la flota japonesa. Al difundirse las noticias de las graves derrotas rusas en el Extremo Oriente, el ministro Serguéi Witte emprendió rápidamente las negociaciones de paz con Japón, firmando el 5 de septiembre el Tratado de Portsmouth con mediación de Estados Unidos y donde el Imperio Ruso se reconocía derrotado. En 1905 hubo diversos motines entre la marinería en Sebastopol, Vladivostok y Kronstadt, alcanzando en junio su mayor fuerza con la insurrección del acorazado Potemkin — algunas fuentes hablan de más de 2000 víctimas entre los marineros durante su represión. Los motines de marineros eran desorganizados y acabaron siendo brutalmente aplacados, pero el descontento entre la masa popular y los reclutas (originarios de las capas campesinas y obreras) causó el temor gubernamental.
Los grupos nacionalistas estaban furiosos a causa de la rusificación llevada a cabo desde el reinado de Alejandro II. Los polacos, fineses y las provincias bálticas reivindicaban la autonomía, así como libertad para usar sus lenguas nacionales y promover su propia cultura. Los colectivos musulmanes también fueron especialmente activos —el Primer Congreso de la Unión Musulmana se celebraría en agosto de 1905. Algunos grupos aprovecharon la oportunidad para marcar diferencias entre sí antes que con Rusia. Algunos nacionalistas, a su vez, llevaron a cabo acciones antisemitas (pogromos), posiblemente con ayuda del gobierno, deseoso de derivar la furia de las masas contra una minoría étnica muy impopular como los judíos.

## Desenlace
El gobierno respondió rápidamente. El zar había tenido la esperanza de evitar cualquier cambio importante; como medio de evitar mayor animadversión del pueblo hacia la corona destituyó a su ministro del Interior Sviatopolk-Mirski, responsabilizándolo de la masacre del Domingo Sangriento. Tras el asesinato de su pariente, el gran duque Serguéi Aleksándrovich el 4 de febrero (jul.), acordó la realización de diversas concesiones. El 18 de febrero (jul.) firmaría tres declaraciones, en la más importante de las cuales anunciaría la creación de una asamblea consultiva, la Duma Imperial de Rusia. El 6 de agosto (jul.) se promulgó una ley electoral, la Constitución de Bulygin. Cuando se dieron a conocer los escasos poderes de la Duma y las limitaciones al censo electoral, la impaciencia se incrementaría, dando lugar a una huelga general en octubre.

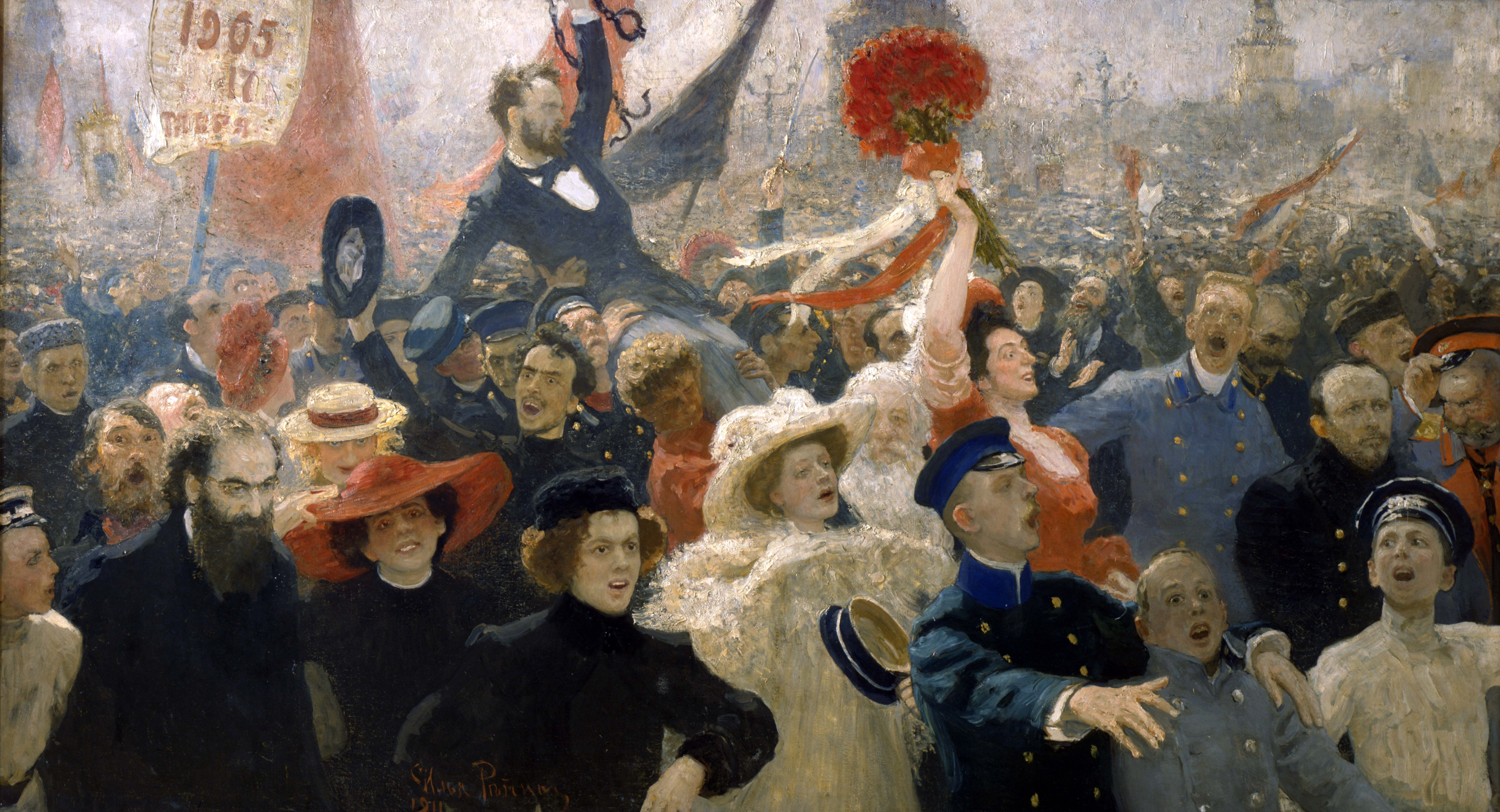
Iliá Repin, 17 de octubre de 1905.

El 14 de octubre (jul.) se entregó al zar el Manifiesto de Octubre, escrito por Witte y Alekséi Obolenski. En él se indicaban la mayoría de las demandas del congreso zemstvo de septiembre, como la concesión de derechos civiles, la legalización de los partidos políticos, el sufragio universal y el establecimiento de la Duma Imperial de Rusia como órgano legislativo central. El zar esperó y discutió durante tres días, pero finalmente firmó el manifiesto el día diecisiete con el fin de evitar un baño de sangre, además de ser consciente de la escasez de efectivos militares disponibles. Finalmente acabó arrepintiéndose de la rúbrica, justificando que lo hizo bajo coacción.
Cuando se proclamó el manifiesto hubo manifestaciones espontáneas de apoyo en todas las grandes ciudades. Las huelgas de San Petersburgo y otros lugares fueron oficialmente desconvocadas o fracasaron poco tiempo después. También se propuso una amnistía para presos políticos. Las concesiones estuvieron acompañadas por un redoblado esfuerzo represor contra los disturbios. Hubo también una reacción por parte de los elementos más conservadores de la sociedad, especialmente en forma de ataques antisemitas esporádicos: cerca de quinientos judíos fueron asesinados en un solo día en Odesa. El propio zar afirmaría, de acuerdo con la información recibida de su servicio secreto, que el 90 % de los cabecillas revolucionarios eran judíos.
Los disturbios acabaron en diciembre con un repunte final en Moscú. Entre el 5 y el 7 de diciembre (jul.), un comité bolchevique forzó una huelga general mediante amenazas a aquellos que no la respetasen. El Gobierno envió tropas el día 7, dando comienzo a una cruenta batalla calle por calle. Una semana después, se desplegó el regimiento Semiónovski, que empleó la artillería para dispersar las manifestaciones y bombardear los distritos obreros. El 18 de diciembre (jul.) los bolcheviques se rendirían, dejando tras de sí un saldo de mil muertos y zonas enteras de la ciudad en ruinas. De las posteriores represalias se desconoce el número de heridos o muertos.
Entre los partidos políticos creados, o legalizados, estuvo el Partido Democrático Constitucional (los kadéts), de corte intelectual-liberal, el Grupo Laborista de los campesinos, el menos liberal Unión del 17 de Octubre (los octubristas), y la reaccionaria Unión de Terratenientes.
Las leyes electorales fueron promulgadas en diciembre de 1905: la población mayor de veinticinco años elegiría cuatro colegios electorales. Las primeras elecciones a la Duma se celebraron en marzo de 1906 y fueron boicoteadas por los socialistas, los SRs y los bolcheviques. En la primera Duma se eligieron 170 kadéts, 90 Trudovikí, 100 representantes campesinos apolíticos, 63 nacionalistas de distintos grupos, y 16 octubristas.
En abril de 1906, el gobierno promulgó la Constitución, asentando los límites de este nuevo orden político. Confirmó al zar como gobernante absoluto, con control total del ejecutivo, política exterior, Iglesia y Fuerzas Armadas. La Duma fue reformada, transformándose en una cámara de menor rango que el Consejo de Estado, la mitad de cuyos miembros eran elegidos directamente por el monarca. Las leyes habían de ser aprobadas por la Duma, el Consejo y el zar como trámite previo a su puesta en vigor; en «condiciones excepcionales», el gobierno podría sortear la Duma y promulgar leyes sin el beneplácito de la Duma. Entre las múltiples limitaciones de esta se contaban también que los ministros los elegía el zar y le rendían cuentas a él, no al Parlamento. Los ministros no formaban un Consejo de Ministros, sino que respondían individualmente ante el monarca. La Duma carecía de poderes para controlar la acción de gobierno del soberano o de los ministros. Además, podía ser disuelta por el zar en cualquier momento.
También en abril, tras haber negociado un préstamo de novecientos millones de rublos con el fin de reparar las finanzas rusas, Serguéi Witte dimitió. Aparentemente, el zar había «perdido la confianza» en él. Conocido posteriormente como el «político más destacado de la última Rusia Imperial», Witte fue reemplazado por Iván Goremykin, un lacayo del zar.
Tras haber demandado una liberalización más profunda, y servido como plataforma para «agitadores», la Primera Duma fue disuelta por el zar en julio de 1906. A pesar de las esperanzas de kadéts y los temores del gobierno, no hubo una reacción popular generalizada. Sin embargo, el intento de asesinato de Piotr Stolypin desató una cacería de terroristas que tras los siguientes ocho meses se saldaría con mil ahorcados —la soga de la horca acabaría llamándose popularmente «la corbata de Stolypin».
En esencia el país permaneció inalterado, el poder político continuó perteneciendo al zar en exclusiva, con la riqueza y la tierra en manos de la nobleza. La creación de la Duma y la represión, sin embargo, desestabilizó los grupos revolucionarios. Sus líderes fueron encarcelados o huyeron al exilio, mientras que las organizaciones se debatían en disputas internas: ¿debían presentarse a la Duma o continuar al margen? Las subsiguientes escisiones mantuvieron a los radicales desorganizados hasta el nuevo impulso de la Primera Guerra Mundial.

### Finlandia
En el Gran Ducado de Finlandia, la huelga general de 1905 condujo a la abolición de la Dieta de Finlandia de los cuatro estados y la creación del moderno Parlamento de Finlandia. También detuvo temporalmente la rusificación del país, comenzada en 1899.